# Лісовий дендрарій (пам'ятка природи)
Лісови́й дендра́рій — ботанічна пам'ятка природи місцевого значення в Україні. Розташований у межах Ніжинського району Чернігівської області, на північний схід від села Забілівщина.
Площа 1,5 га. Статус присвоєно згідно з рішенням Чернігвського облвиконкому від 10.06.1972 року № 303; від 27.12.1984 року № 454; від 28.08.1989 року № 164. Перебуває у віданні ДП «Борзнянське лісове господарство» (Борзнянське л-во, кв. 90).
Охороняється дендрарій, закладений в 1940 р., колекція якого нараховує біля 150 видів цінних дерев та чагарників з різних природних зон.

## Галерея

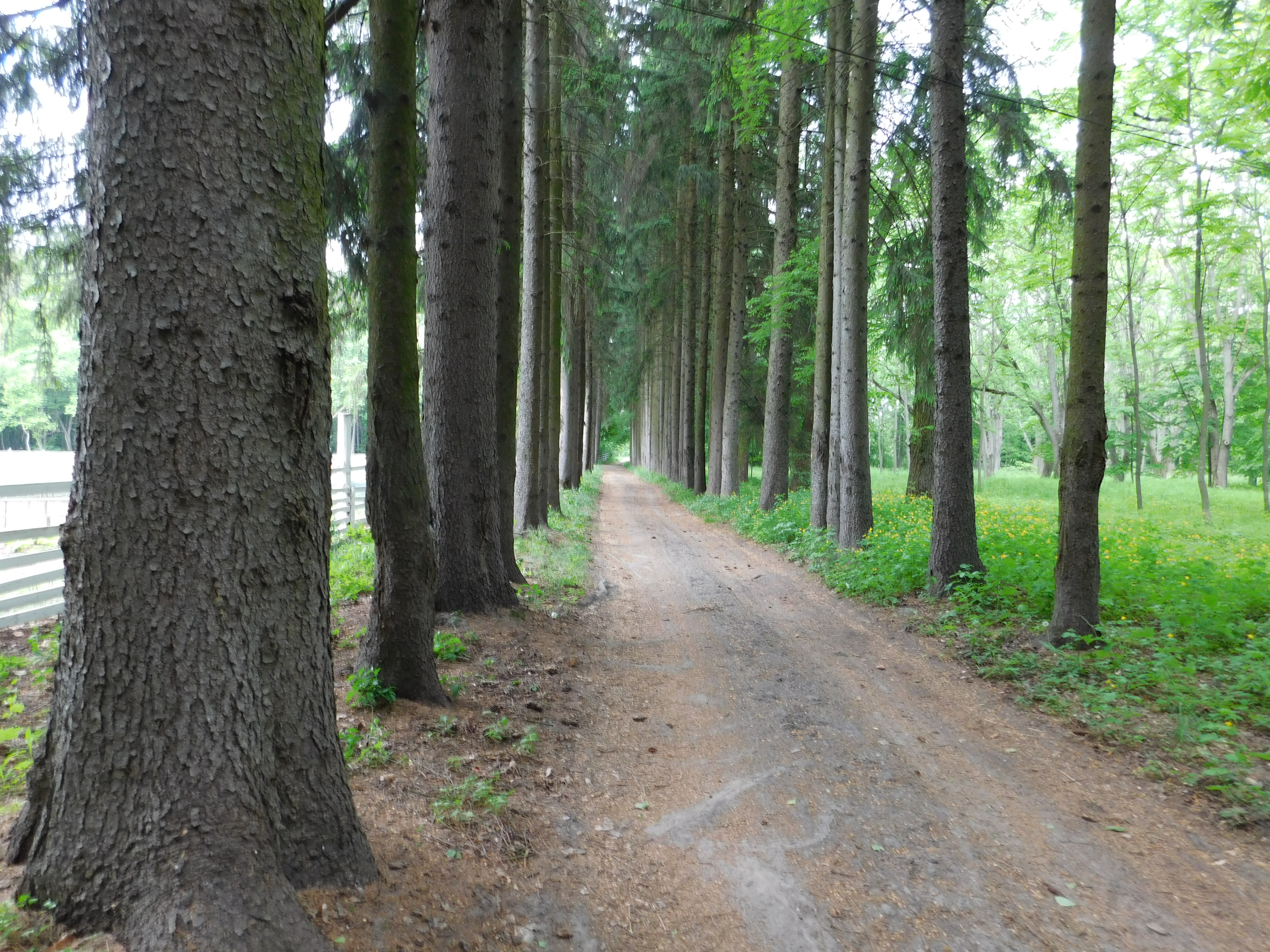
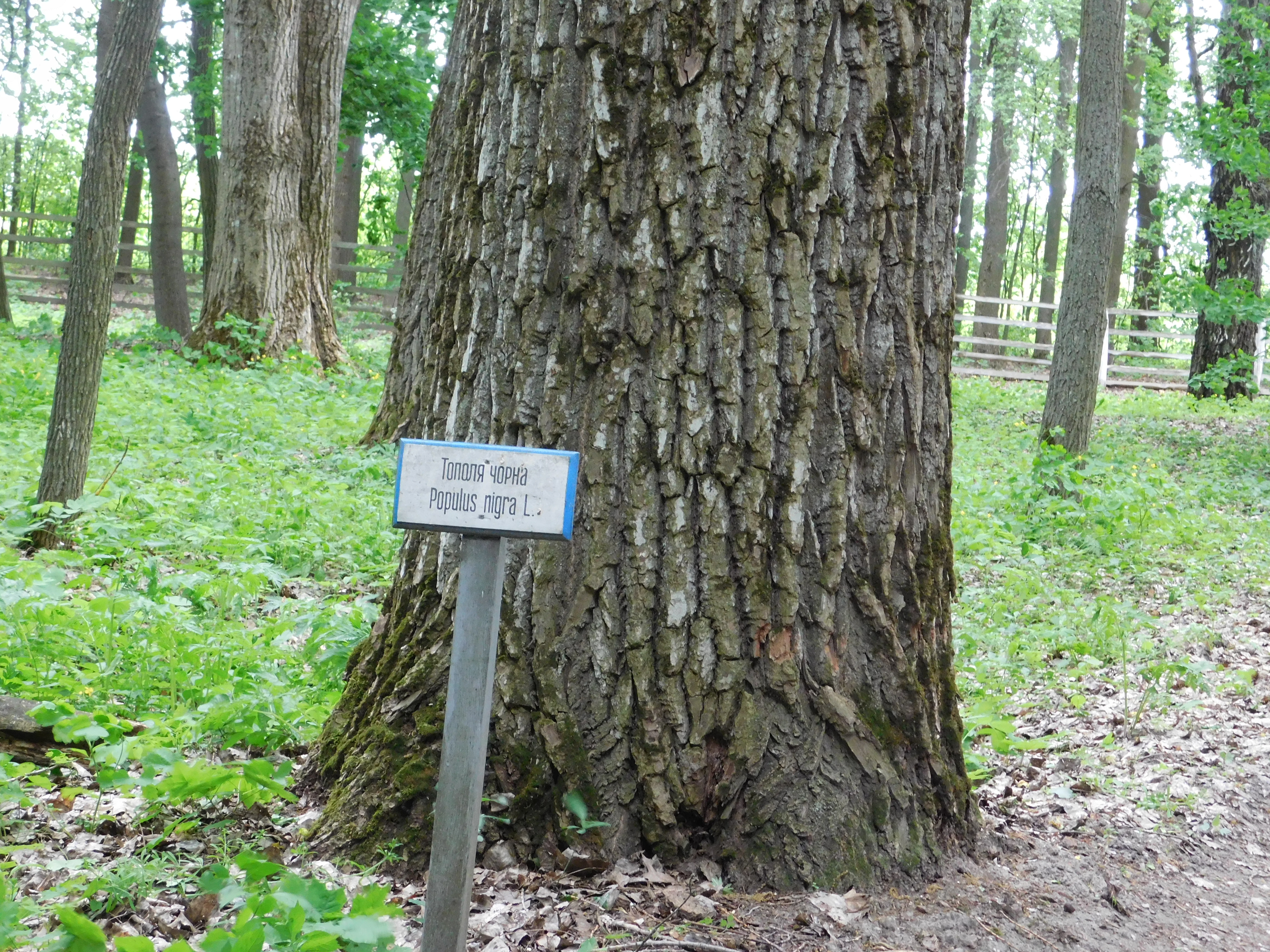
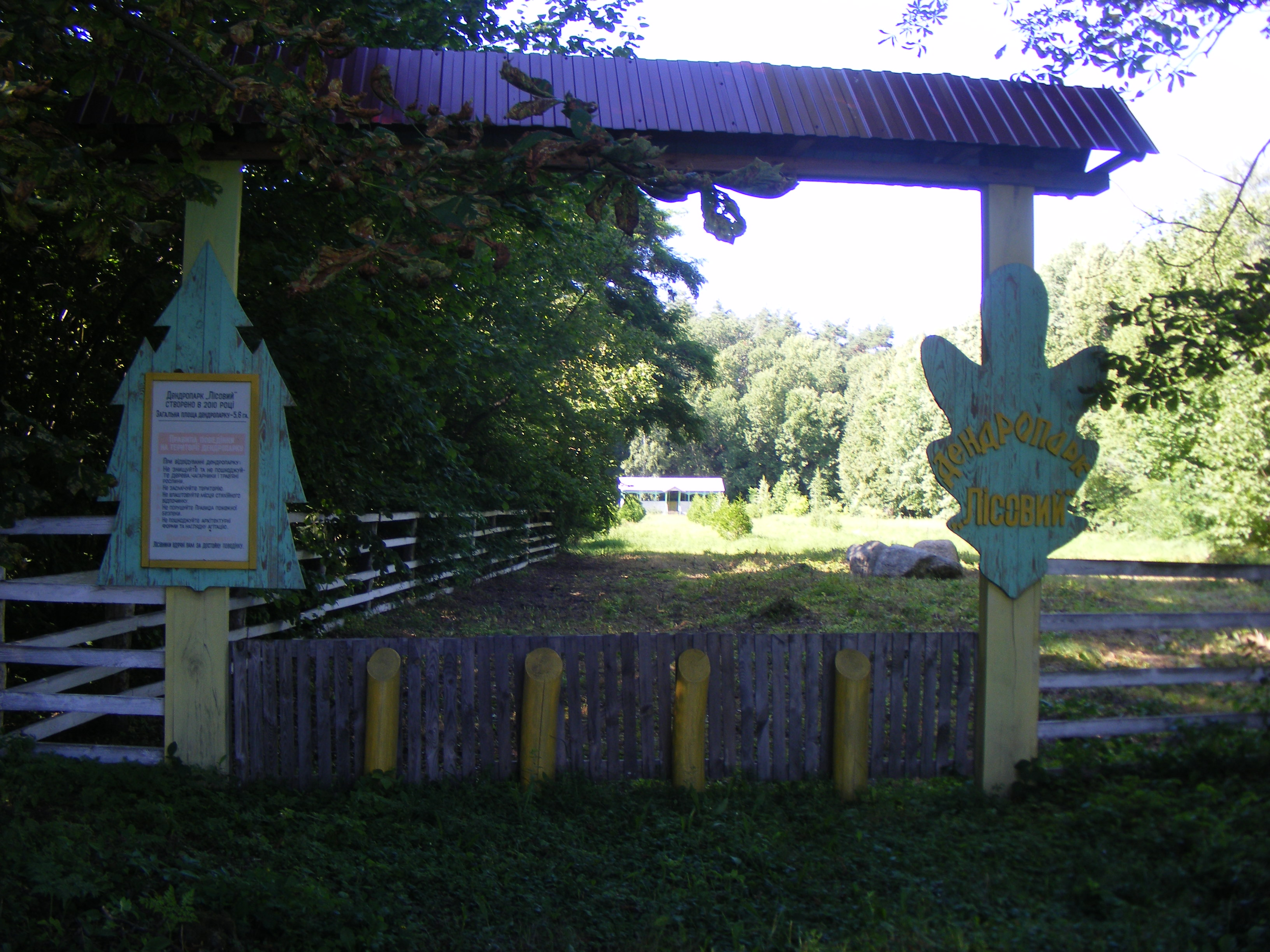
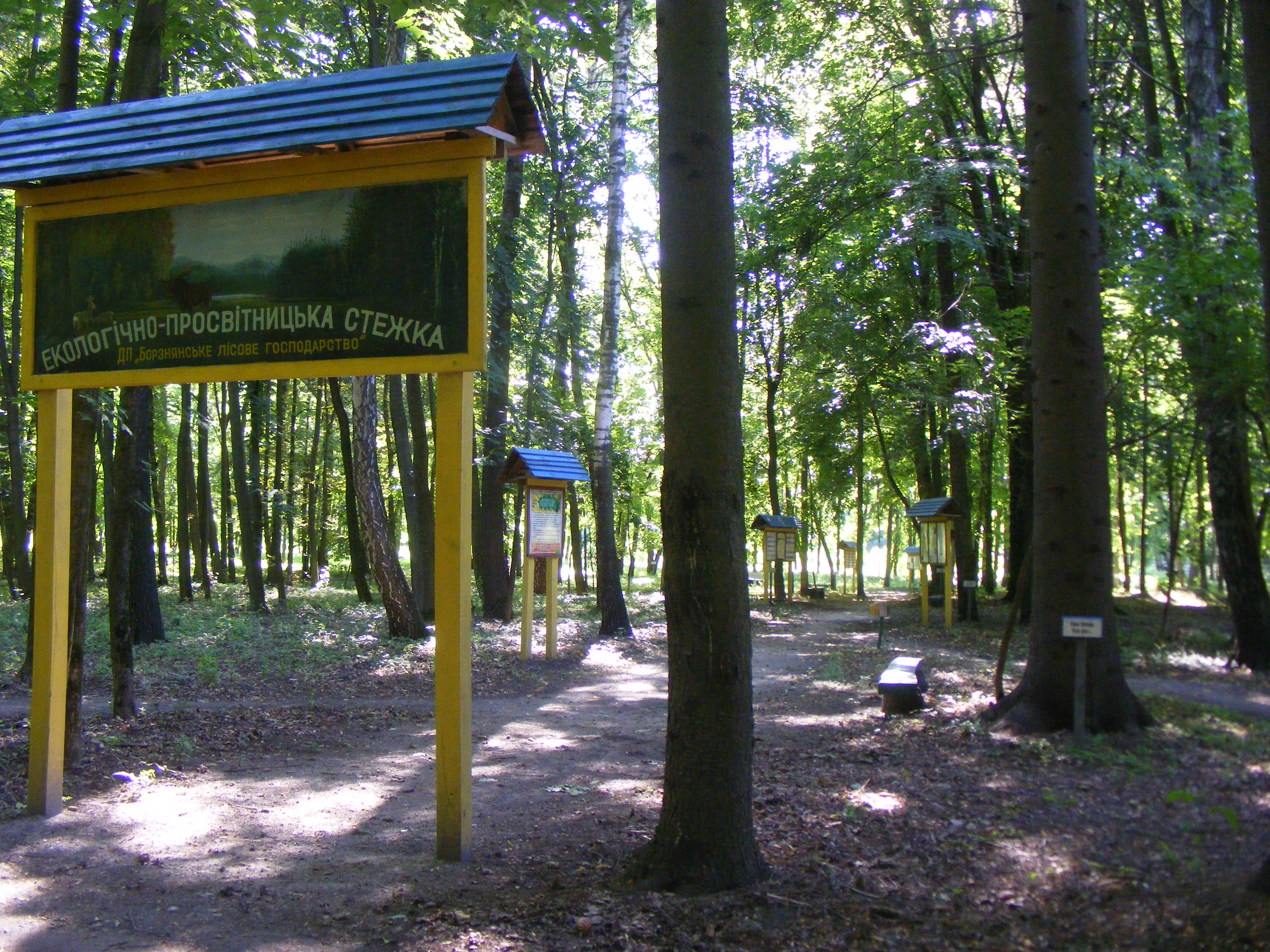